# Головниха (приток Чёма)
Головниха — река в России, протекает по Тогучинскому району Новосибирской области. Устье реки находится в 78 км по левому берегу реки Чём. Длина реки составляет 11 км.

## Данные водного реестра
По данным государственного водного реестра России относится к Верхнеобскому бассейновому округу, водохозяйственный участок реки — Обь от города Барнаула до Новосибирского гидроузла, без реки Чумыш, речной подбассейн реки — бассейны притоков (Верхней) Оби до впадения Томи. Речной бассейн реки — (Верхняя) Обь до впадения Иртыша.